# Acacia polyadenia
Acacia polyadenia — вид квіткових рослин з родини бобових. Ареал: Австралія (Квінсленд).

## Середовище
Зустрічається на схилах пагорбів у вересових громадах поблизу пляжу, на піщаному ґрунті.

## Біоморфологічна характеристика
Розпростертий кущ або невелике дерево має голі тонкі гілочки червоно-коричневого кольору, незрілі — смолисті. Вічнозелені філодії мають лінійно-еліптичну форму і можуть бути неглибоко загнутими. Філодії мають довжину від 4 до 8,5 см і ширину від 3 до 5 см, вони смолисті молодими, з помітною середньою жилкою. Під час цвітіння утворює прості суцвіття, які з'являються поодинці або парами в пазухах. Циліндричні квіткові колоски мають розмір від 10 до 20 мм з жовтими квітками. Здерев'янілі стручки мають вузько-довгасту або зворотноланцетную форму та звужені до основи. Смолисті стручки мають розмір близько 4,5 см і мають ледь помітні поздовжні смолисті жилки.